# هجمات الطعن في ساسكاتشوان 2022
وقعت هجمات طعن في 4 سبتمبر 2022 في 13 موقعًا في جيمس سميث كري نيشن وفي ويلدون، بمقاطعة ساسكاتشوان، في كندا، حيث قُتل 11 شخصًا وأصيب 19 آخرون. يُعتقد أن بعض الضحايا كانوا مُستهدفين، بينما تعرض البعض الآخر لهجمات عشوائية. وتُعد هذه الهجمات واحدة من أكثر المذابح دموية في التاريخ الكندي.
صدرت إنذارات الطوارئ المتعلقة بالحوادث في جميع أنحاء مقاطعة ساسكاتشوان وامتدت بعد ذلك إلى مقاطعتي مانيتوبا وألبرتا. كانت الشرطة قد سعت في الأصل للبحث عن اثنين من المشتبه بهم في جريمة القتل المفاجئة هما: داميان ساندرسون البالغ من العمر 31 عامًا وشقيقه مايلز ساندرسون البالغ من العمر 30 عامًا. وفي 5 سبتمبر عُثر على داميان ميتًا بجروح متعددة، بينما لا يزال مايلز طليقًا.

## الهجمات
وفقًا لقائد شرطة الخيالة الكندية الملكية في ساسكاتشوان، روندا بلاكمور، فإن الدافع وراء عمليات الطعن غير واضح. ربما استهدف المشتبه بهما بعض الضحايا، بينما يبدو أن ضحايا آخرين تعرضوا لهجوم عشوائي. قال بلاكمور إن الهجوم الأول وقع في الساعة 5:40 صباحًا بالتوقيت المحلي، ثم وصلت مكالمات الطوارئ اللاحقة التي أبلغت عن المزيد من عمليات الطعن.
عُثر على الضحايا القتلى والجرحى في 13 موقعًا في محمية James Smith Cree Nation، التي يبلغ عدد سكانها حوالي 1900 نسمة، وفي قرية Weldon التي يبلغ عدد سكانها 200 نسمة

## المشتبه بهم
جرى التعرف على المشتبه بهما المطلوبين فيما يتعلق بعمليات الطعن على أنهما الشقيقان داميان ساندرسون، البالغ من العمر 31 عامًا، ومايلز براندون ساندرسون، البالغ من العمر 30 عامًا. يُعتقد أنهما يقودان سيارة نيسان روجيو سوداء تحمل رقم لوحة ساسكاتشوان 119 MPI، وبحسب ما ورد فقد شوهدا في ميلفورت ومنطقة شارع أركولا في ريجاينا. وأفادت شرطة الخيالة الملكية الكندية بأنهما إنهم مسلحان وخطِران. ومن غير المعروف المكان الذي قد يتجه إليه المشتبه بهما، أو ما إذا قاموا بتغيير المركبات منذ آخر مشاهدة معروفة لهما.
كانت الشرطة تبحث عن مايلز ساندرسون منذ مايو، عندما توقف عن مقابلة مسؤول حالته، حيث جرى الإفراج عنه قانونيًا بعد أن قضى عقوبة بالسجن لمدة خمس سنوات بتهمة الاعتداء والسرقة والإيذاء والتهديد. وبحسب شرطة الخيالة الكندية الملكية، فقد يكون مصابًا أيضًا.
عُثر على داميان ساندرسون ميتًا في مسرح جريمة جيمس سميث كري نيشن في 5 سبتمبر في الساعة 11:30 صباحًا بالتوقيت المحلي، وفي الساعة 1:17 مساءً أكدت شرطة الخيالة الكندية في Saskatchewan العثور عليه، وذكرت أنه يُعتقد أن إصاباته لم تكن من نفسه.

## الاستجابة
أُرسلت طائرات الهليكوبتر الطبية وسيارات الإسعاف STARS لفرز ونقل الجرحى إلى المستشفيات. أُبلغ عن 15 جريحًا، لكن قد يكون هناك آخرون انتقلوا بأنفسهم إلى المستشفيات.
في الساعة 7:12 صباحًا بالتوقيت المحلي، أصدرت شرطة الخيالة إنذارًا طارئًا داخل المنطقة، ونصحت السكان بالبقاء في مواقع آمنة وتوخي الحذر عند السماح للآخرين بالدخول إلى منازلهم. كما نبهت المواطنين إلى عدم الاقتراب من المشتبه بهما والإبلاغ عنهما إلى رقم الطوارئ 911. في الساعة 8:20 صباحًا، أعيد إصدار التحذير على مستوى المقاطعة بمعلومات عن سيارة المشتبه بهما. وبناءً على طلب شرطة الخيالة الكندية الملكية في ساسكاتشوان، جرى توسيع التنبيه لاحقًا ليشمل كل من مقاطعتي ألبرتا ومانيتوبا. أقيمت نقاط تفتيش للشرطة بين مدينة ريجاينا وبرينس ألبرت. رُصدت السيارة المشتبه بها لاحقًا في ريجاينا الساعة 12:07 ظهرًا.
أطلقت هيئة الصحة في ساسكاتشوان رمزًا برتقاليًالحالة الطوارئ، وأعدت موظفين إضافيين في المستشفيات المحلية لعمليات الطعن للمساعدة في إسعاف المرضى.
في الساعة 12:00 ظهرًا، أعلن رؤساء ومجالس جيمس سميث كري نيشن حالة الطوارئ المحلية، على أن تظل سارية حتى الساعة 5:00 مساءً يوم 30 سبتمبر. بالإضافة إلى ذلك، أنشأ المجتمع مركزين لعمليات الطوارئ.
ووقعت الهجمات في نفس يوم مباراة ساسكاتشوان روجريدرس السنوية في الدوري الكندي لكرة القدم أمام وينيبيج بلو بومبرز. جرى نشر ضباط شرطة إضافيين في ملعب موزاييك.

## التفاعلات
قال سكوت مو، رئيس وزراء مقاطعة ساسكاتشوان، «لا توجد كلمات لوصف بشكل مناسب الألم والخسارة التي سببها هذا العنف الأحمق». ووصف رئيس الوزراء جاستن ترودو عمليات الطعن بأنها «مروعة ومفجعة للقلب»، وقال: «أفكر في أولئك الذين فقدوا أحباءهم ومن أصيبوا».